# Plan de Guadalupe Sección Central
Plan de Guadalupe Sección Central es una ranchería del municipio de Balancán ubicado en la subregión de los Ríos del estado mexicano de Tabasco.

## Geografía
La localidad se ubica a 20.7 kilómetros (en dirección sudeste) de la localidad de Balancán de Domínguez, la cabecera y lugar más poblado del municipio. Se sitúa en las coordenadas geográficas 17°55′45″N 91°23′24″O / 17.929167, -91.390000, a una elevación de 50 metros sobre el nivel del mar.

## Demografía
Según el Conteo de Población y Vivienda 2020, efectuado por el Instituto Nacional de Estadística y Geografía, la localidad de Plan de Guadalupe Sección Central tiene 246 habitantes, de los cuales 120 son del sexo masculino y 126 del sexo femenino. Su tasa de fecundidad es de 2.84 hijos por mujer y tiene 68 viviendas particulares habitadas.
| Gráfica de evolución demográfica de Plan de Guadalupe Sección Central entre 1990 y 2020 |
|                                                                                         |
| INEGI.                                                                                  |